# Ronde van Qatar 2011 (mannen)
De Ronde van Qatar 2011 was de tiende editie van deze meerdaagse wielerwedstrijd die sinds 2002 jaarlijks in Qatar georganiseerd wordt. De wedstrijd vond plaats van 6 tot 11 februari en bestond uit zes etappes. Aan deze editie deden zestien ploegen mee. De organisatie was in handen van Amaury Sport Organisation. Van de 126 gestarte renners kwamen er 115 over eindstreep op 11 februari.

## Rittenschema
| #       | datum | etappe                               | afstand  | winnaar           | land      | ploeg                     |
| ------- | ----- | ------------------------------------ | -------- | ----------------- | --------- | ------------------------- |
| Proloog | 06-02 | Cultural Village - Cultural Village  | 2 km     | Lars Boom         | Nederland | Rabobank                  |
| 1e      | 07-02 | Duhkan - Al Khor Corniche            | 145,5 km | Tom Boonen        | België    | Quickstep                 |
| 2e      | 08-02 | Camel Race Track - Doha Golf Club    | 135,5 km | Heinrich Haussler | Australië | Team Garmin-Cervélo       |
| 3e      | 09-02 | Al Wakra - Mesaieed                  | 150,5 km | Heinrich Haussler | Australië | Team Garmin-Cervélo       |
| 4e      | 10-02 | West Bay Lagoon - Al Kharaitiytat    | 153,5 km | Mark Renshaw      | Australië | Team HTC-High Road        |
| 5e      | 11-02 | Sealine Beach Resort - Doha Corniche | 126,5 km | Andrea Guardini   | Italië    | Farnese Vini-Neri Sottoli |

## Startlijst
Er nemen zestien ploegen deel aan deze editie van de ronde van Qatar, waarvan 10 WorldTour teams, 5 ProContinentale teams en 1 Continentaal team.
| 1 Astana Tomas Vaitkus Mirco Lorenzetto Tanel Kangert Valentin Iglinski Andrij Hryvko Maksim Goerov Simon Clarke                                | 5 Lampre-ISD Manuele Mori Adriano Malori Dmytro Kryvtsov Vitaliy Kondrut Danilo Hondo Matteo Bono Grega Bole                                     | 9 Sky ProCycling Ian Stannard Lars Petter Nordhaug Jeremy Hunt Juan Antonio Flecha Alex Dowsett Russell Downing Kurt-Asle Arvesen Bradley Wiggins              | 13 Geox-TMC Danielle Rato Matteo Pelucchi Marko Kump Dmitri Kozontsjoek David Gutiérrez Gutiérrez Xavier Florencio Marco Corti Thomas Alberio             |
| 2 BMC Racing Team Danilo Wyss Greg Van Avermaet Michael Schar Manuel Quinziato Karsten Kroon Alexander Kristoff Marcus Burghardt John Murphy    | 6 Team Leopard-Trek Wouter Weylandt Davide Viganò Tom Stamsnijder Joost Posthuma Stuart O'Grady Dominik Klemme Daniele Bennati Fabian Cancellara | 10 Team HTC-High Road Gatis Smukulis Mark Renshaw Patrick Gretsch Jan Ghyselinck Bernhard Eisel Matthew Brammeier Lars Ytting Bak Mark Cavendish               | 14 Skil-Shimano Tom Veelers Ronan van Zandbeek Albert Timmer Martin Reimer Roger Kluge Simon Geschke Koen de Kort Kenny van Hummel                        |
| 3 Team Garmin-Cervélo Daniel Lloyd Johan Vansummeren Gabriel Rasch Travis Meyer Andreas Klier Roger Hammond Jack Bobridge Heinrich Haussler     | 7 Quick Step Kevin van Impe Gert Steegmans Andreas Stauff Frederique Robert Nikolas Maes Francesco Chicchi Marco Bandiera Tom Boonen             | 11 Farnese Vini-Neri Sottoli Patrik Sinkewitz Davide Ricci Bitti Andrea Guardini Leonardo Giordani Oscar Gatto Francesco Failli Diego Caccia Giovanni Visconti | 15 Topsport Vlaanderen-Mercator Jelle Wallays Joseph Gregory Preben Van Hecke Geert Steurs Pieter Serry Stijn Neirynck Kris Boeckmans Michael van Staeyen |
| 4 Katjoesja Stijn Vandenbergh Nikolaj Troesov Luca Paolini Aljaksandr Koetsjynski Michail Ignatiev Leif Hoste Denis Galimzjanov Filippo Pozzato | 8 Rabobank Maarten Wynants Dennis van Winden Maarten Tjallingii Bram Tankink Rick Flens Graeme Brown Lars Boom Theo Bos                          | 12 Française des Jeux Wesley Sulzberger Dominique Rollin Yoann Offredo Matthieu Ladagnous Frédéric Guesdon Anthony Geslin Sandy Casar William Bonnet           | 16 AN Post-Sean Kelly Mark McNally Andrew Fenn Maxim Debusschere Kevin Claeys Mark Cassidy Sam Bennett Gediminas Bagdonas Niko Eeckhout                   |

## Etappe-uitslagen

### Proloog
| Cultural Village – Cultural Village (proloog over 2 km) |                     |                    |           |
| Plaats                                                  | Naam                | Ploeg              | Tijd      |
| Winnaar                                                 | Lars Boom           | Rabobank           | 00u03'07" |
| 2                                                       | Fabian Cancellara   | Team Leopard-Trek  | + 00'04"  |
| 3                                                       | Tom Veelers         | Skil-Shimano       | + 00'05"  |
| 4                                                       | Juan Antonio Flecha | Sky ProCycling     | z.t.      |
| 5                                                       | Alex Dowsett        | Sky ProCycling     | + 00'06"  |
| 6                                                       | Gert Steegmans      | Quick Step         | z.t.      |
| 7                                                       | Tom Boonen          | Quick Step         | z.t.      |
| 8                                                       | Maarten Wynants     | Rabobank           | + 00'08"  |
| 9                                                       | Tomas Vaitkus       | Astana             | z.t.      |
| 10                                                      | Matthew Brammeier   | Team HTC-High Road | + '00'09" |

### 1e etappe
| Duhkan – Al Khor Corniche (145,5 km) |                     |                     |           |
| Plaats                               | Naam                | Ploeg               | Tijd      |
| Winnaar                              | Tom Boonen          | Quickstep           | 02u59'29" |
| 2                                    | Heinrich Haussler   | Team Garmin-Cervélo | z.t.      |
| 3                                    | Mark Renshaw        | Team HTC-High Road  | z.t.      |
| 4                                    | Daniele Bennati     | Team Leopard-Trek   | z.t.      |
| 5                                    | Graeme Brown        | Rabobank            | z.t.      |
| 6                                    | Juan Antonio Flecha | Sky ProCycling      | z.t.      |
| 7                                    | Dominique Rollin    | Française des Jeux  | z.t.      |
| 8                                    | Roger Hammond       | Team Garmin-Cervélo | z.t.      |
| 9                                    | Andreas Klier       | Team Garmin-Cervélo | z.t.      |
| 10                                   | Stuart O'Grady      | Team Leopard-Trek   | z.t.      |
|                                      |                     |                     |           |
| 23                                   | Koen de Kort        | Skil-Shimano        | + 5'01"   |

### 2e etappe
| Camel Race Track – Doha Golf Club (135,5 km) |                   |                     |           |
| Plaats                                       | Naam              | Ploeg               | Tijd      |
| Winnaar                                      | Heinrich Haussler | Team Garmin-Cervélo | 03u04'03" |
| 2                                            | Daniele Bennati   | Team Leopard-Trek   | z.t.      |
| 3                                            | Denis Galimzjanov | Katjoesja           | z.t.      |
| 4                                            | Theo Bos          | Rabobank            | z.t.      |
| 5                                            | Roger Kluge       | Skil-Shimano        | z.t.      |
| 6                                            | Tom Boonen        | Quickstep           | z.t.      |
| 7                                            | Mirco Lorenzetto  | Astana              | z.t.      |
| 8                                            | Danilo Hondo      | Lampre-ISD          | z.t.      |
| 9                                            | Gert Steegmans    | Quickstep           | z.t.      |
| 10                                           | Wouter Weylandt   | Team Leopard-Trek   | z.t.      |

### 3e etappe
| Al Wakra – Mesaieed (150,5 km) |                     |                     |           |
| Plaats                         | Naam                | Ploeg               | Tijd      |
| Winnaar                        | Heinrich Haussler   | Team Garmin-Cervélo | 03u48'04" |
| 2                              | Mark Renshaw        | Team HTC-High Road  | z.t.      |
| 3                              | Daniele Bennati     | Team Leopard-Trek   | z.t.      |
| 4                              | Dominique Rollin    | Française des Jeux  | z.t.      |
| 5                              | Lars Boom           | Rabobank            | z.t.      |
| 6                              | Danilo Hondo        | Lampre-ISD          | z.t.      |
| 7                              | Roger Hammond       | Team Garmin-Cervélo | z.t.      |
| 8                              | Juan Antonio Flecha | Sky ProCycling      | z.t.      |
| 9                              | Gert Steegmans      | Quickstep           | z.t.      |
| 10                             | Denis Galimzjanov   | Katjoesja           | z.t.      |

### 4e etappe
| West Bay Lagoon – Al Kharaitiytat (153,5 km) |                     |                     |           |
| Plaats                                       | Naam                | Ploeg               | Tijd      |
| Winnaar                                      | Mark Renshaw        | Team HTC-High Road  | 03u12'30" |
| 2                                            | Daniele Bennati     | Team Leopard-Trek   | z.t.      |
| 3                                            | Tom Boonen          | Quickstep           | z.t.      |
| 4                                            | Heinrich Haussler   | Team Garmin-Cervélo | z.t.      |
| 5                                            | Denis Galimzjanov   | Katjoesja           | z.t.      |
| 6                                            | Roger Kluge         | Skil-Shimano        | z.t.      |
| 7                                            | Juan Antonio Flecha | Sky ProCycling      | z.t.      |
| 8                                            | Tomas Vaitkus       | Astana              | z.t.      |
| 9                                            | Roger Hammond       | Team Garmin-Cervélo | z.t.      |
| 10                                           | Greg Van Avermaet   | BMC Racing Team     | z.t.      |
|                                              |                     |                     |           |
| 23                                           | Lars Boom           | Rabobank            | + 00'10"  |

### 5e etappe
| Sealine Beach Resort – Doha Corniche (126,5 km) |                     |                           |           |
| Plaats                                          | Naam                | Ploeg                     | Tijd      |
| Winnaar                                         | Andrea Guardini     | Farnese Vini-Neri Sottoli | 02u44'06" |
| 2                                               | Francesco Chicchi   | Quickstep                 | z.t.      |
| 3                                               | Theo Bos            | Rabobank                  | z.t.      |
| 4                                               | Dominique Rollin    | Française des Jeux        | z.t.      |
| 5                                               | Roger Kluge         | Skil-Shimano              | z.t.      |
| 6                                               | Denis Galimzjanov   | Katjoesja                 | z.t.      |
| 7                                               | Tomas Vaitkus       | Astana                    | z.t.      |
| 8                                               | Russell Downing     | Sky ProCycling            | z.t.      |
| 9                                               | Heinrich Haussler   | Team Garmin-Cervélo       | z.t.      |
| 10                                              | Michael Van Staeyen | Topsport Vlaanderen-M.    | z.t.      |

## Eindklassementen
| Plaats      | Naam                | Ploeg               | Tijd      |
| ----------- | ------------------- | ------------------- | --------- |
| Gouden trui | Mark Renshaw        | Team HTC-High Road  | 15u31'04" |
| 2           | Heinrich Haussler   | Team Garmin-Cervélo | + 00'08"  |
| 3           | Daniele Bennati     | Team Leopard-Trek   | + 00'17"  |
| 4           | Juan Antonio Flecha | Sky ProCycling      | + 00'26"  |
| 5           | Roger Hammond       | Team Garmin-Cervélo | + 00'38"  |
| 6           | Jeremy Hunt         | Sky ProCycling      | + 00'39"  |
| 7           | Gabriel Rasch       | Team Garmin-Cervélo | + 00'42"  |
| 8           | Bernhard Eisel      | Team HTC-High Road  | + 01'05"  |
| 9           | Marcus Burghardt    | BMC Racing Team     | + 01'33"  |
| 10          | Gert Steegmans      | Quickstep           | + 01'35"  |
| 11          | Johan Van Summeren  | Team Garmin-Cervélo | + 01'40"  |
| 12          | Nikolas Maes        | Quickstep           | + 01'56"  |
| 13          | Stuart O'Grady      | Team Leopard-Trek   | + 04'39"  |
| 14          | Tom Boonen          | Quickstep           | + 04'45"  |
| 15          | Dominique Rollin    | Française des Jeux  | + 05'20"  |
| 16          | Maarten Wynants     | Rabobank            | + 05'33"  |
| 17          | Roger Kluge         | Skil-Shimano        | + 05'36"  |
| 18          | Danilo Hondo        | Lampre-ISD          | z.t.      |
| 19          | Denis Galimzjanov   | Katjoesja           | + 06'00"  |
| 20          | Mirco Lorenzetto    | Astana              | + 06'23"  |
|             |                     |                     |           |
| 22          | Maarten Tjallingii  | Rabobank            | + 07'01"  |

| Plaats      | Naam              | Ploeg               | Punten |
| ----------- | ----------------- | ------------------- | ------ |
| Groene trui | Heinrich Haussler | Team Garmin-Cervélo | 52     |
| 2           | Mark Renshaw      | Team HTC-High Road  | 46     |
| 3           | Daniele Bennati   | Team Leopard-Trek   | 41     |
|             |                   |                     |        |
| 4           | Tom Boonen        | Quickstep           | 33     |
| 5           | Lars Boom         | Rabobank            | 23     |

| Plaats     | Naam              | Ploeg        | Punten    |
| ---------- | ----------------- | ------------ | --------- |
| Witte trui | Nikolas Maes      | Quickstep    | 15u33'00" |
| 2          | Roger Kluge       | Skil-Shimano | + 03'40"  |
| 3          | Denis Galimzjanov | Katjoesja    | + 04'04"  |
|            |                   |              |           |
| 9          | Dennis van Winden | Rabobank     | + 23'37"  |

| Plaats | Ploeg               | Tijd      |
| ------ | ------------------- | --------- |
|        | Team Garmin-Cervélo | 46u34'58" |
| 2      | Team Leopard-Trek   | + 00'56"  |
| 3      | Quickstep           | + 04'53"  |
| 4      | Sky ProCycling      | + 06'54"  |
| 5      | Team HTC-High Road  | + 07'38"  |
| 6      | Rabobank            | + 11'19"  |

Mannen:
2002 · 
2003 · 
2004 · 
2005 · 
2006 · 
2007 · 
2008 · 
2009 · 
2010 · 
2011 · 
2012 · 
2013 · 
2014 · 
2015 · 
2016

Vrouwen:
2009 · 
2010 · 
2011 · 
2012 · 
2013 · 
2014 · 
2015 · 
2016